# ジャッキー・ウエスト
ジャッキー・ウエスト（英語: Jackie West、女性、1957年7月14日 - ）は、アメリカ合衆国の元プロレスラー。フロリダ州オデッサ出身。母のジェーン・シャーレル、姉のシャロン・リーも元プロレスラー。

## 来歴
ミルドレッド・バークが主宰するレスリングスクール出身。
1973年、全日本女子プロレスに初来日し、3月17日の和歌山県立体育館にてジャンボ宮本&赤城マリ子組を降しWWWA世界タッグ王座を奪取（パートナーはマスクド・リー）。
その後は西海岸を拠点としつつ全女にしばし来日、シャロン・リーとの姉妹タッグでも王座に君臨した。
1974年4月1日、神戸市王子スケートセンターで宮本を破りWWWA世界シングル王座奪取に成功した。
1976年を最後に全女から離れるが、1979年に全女を退団したマッハ文朱と格闘技戦で対戦するため1度だけ来日。

## タイトル
- WWWA世界タッグ王座（w/マスクド・リー→シャロン・リー→パーラ・ニエト→パナマ・フランコ→ジェーン・シャーレル→ユカリ・レンチ）
- WWWA世界シングル王座

## 得意技
- ブレーンバスター